# Kisaran Timur (plaats)
Kisaran Timur is een bestuurslaag in het regentschap Asahan van de provincie Noord-Sumatra, Indonesië. Kisaran Timur telt 2961 inwoners (volkstelling 2010).